# Síndrome de Treacher Collins
La síndrome de Treacher Collins (STC) és un trastorn congènit autosòmic dominant caracteritzat per deformitats craniofacials, típicament s'afecten orelles, ulls, pòmuls i mandíbula. Els afectats tenen una intel·ligència normal.:577 Les característiques físiques poden ser ulls oblics cap-avall, micrognàtia (una mandíbula petita), pèrdua d'audició conductiva, ossos zigomàtics subdesenvolupats, parpelles inferiors caigudes lateralment, i les orelles malformades o absents, però poden variar enormement entre les persones afectades. Aquestes característiques físiques poden causar problemes per respirar, sentir i veure.
La STC és més comunament causada per una mutació en el gen TCOF1, però també pot ser causada per mutacions en POLR1C o POLR1D, tots els quals són els gens implicats en el desenvolupament dels arcs branquials i l'acoblament dels ribosomes, fent de la STC una ribosomopatia. Es diagnostica amb un examen físic, tot i que les imatges es poden utilitzar per investigar els símptomes específics. La STC no és curable, però els seus símptomes es poden tractar amb cirurgia plàstica, dispositius d'ajuda auditiva i altres.
La STC es produeix en aproximadament un de cada 50.000 naixements a Europa. La síndrome porta el nom d'Edward Treacher Collins (1862-1932), un cirurgià i oftalmòleg anglès, qui va descriure els seus trets essencials en 1900.